# زامل السليم
زامل بن عبد الله السليم الثوري السبيعي. (1243هـ 1827 أو 1828م- 1308هـ)[بحاجة لمصدر] (وهو من آل زهري بن جراح أبناء عم العتايقة أهل الخرمة أبناء زهير بن جراح من الصول من قبيلة بني ثور), وهو أمير عنيزة وشاعر.
أما والده عبد الله فلقد صار أميرًا في عنيزة سنة 1257هـ حتى قتل في معركة الغريس بين أهل عنيزة بقيادته وبين عبيد بن رشيد وذلك في 5 رمضان 1261 هـ.
وأما جده سليم، واسمه سليمان، فهو جد آل سليم كلها من أبنائه الخمسة .
خاض عددًا من المعارك كقائد وأخرى كأمير لعنيزة حرب عنيزة الأولى (1854م)، معركة رواق (1862م)، حرب عنيزة الثانية موقعة المطر (1863م)، معركة دخنة (1878م)، معركة المليداء (1891م).

## موقعة المطر
في سنة 1279 هـ كانت موقعة المطر بين أهالي عنيزة، وبين جيش فيصل بن تركي بن عبد الله آل سعود بقيادة ابنه محمد بن فيصل بن تركي آل سعود، وكان زامل السليم هو قائد جيش عنيزة، وهنا مضى نفيس للمستشرق الرحالة تشارلز داوتي، فيذكر فيه أن زامل السليم جعل حملة البنادق من أهل عنيزة وعددهم مائتي رجل ليلة المعركة في مدخل وادي عنيزة ولما طلع الفجر، أطلقوا النار على سقاة جيش محمد بن فيصل ثم تابعوا إطلاقها على الجيش كله واستطاعوا التقدم إلى مخيم أعدائهم، وحصلت في أعدائهم مذبحة.
ثم يقول داوتي: إن زامل اوقف المذبحة رحمة بإخوانه في الدين، ثم لم تلبث أن سقطت الأمطار فأبطلت نيران فتايل البنادق فأصبحوا عاجزين عن الدفاع بعد أن أصبحت البنادق في أيديهم عديمة الفائدة، فاضطر رجل عنيزة إلى الانسحاب، ولكن رجال الخيالة انتصروا عليهم بسيوفهم وكان عددهم يزيد على الألف، فهلك في أثناء الحرب مائتان من رجال عنيزة.
ودواتي يخالف بذلك ابن عيسى الذي يذكر ان عدد القتلى 400 رجل، وقد انتهت هذه المعركة بالصلح بعد أن أرسل أهل عنيزة زامل السليم ممثلاً منهم إلى عبد الله الفيصل في معسكره.

## حادثة بريدة
في سنة 1301هـ ولما أراد الإمام عبد الله الفيصل الاستيلاء على بريدة وأخذها من حسن المهنا، اتفق مع زامل السليم أمير عنيزة، ومصلط بن ربيعان أمير عتيبه، وعسكروا خارج عنيزة ينتظرون قدوم عقاب بن حميد وعمر بأنه من برقا، ليبدأوا من هجومهم على بريدة، لكن عقاب تأخر عن موعد مجيئه، وابن رشيد وصل بجنوده من الحاضرة والبادية نصرة لحسن المهنا وعشيرته، وسعى عبد الله بن عبد الرحمن البسام في إقناع زامل السليم وكبار أهل عنيزة، وقرروا عدم الاشتراك في الحرب، ولما علم مصلط بن ربيعان بذلك أتى صيوان عبد الله الفيصل وهو ينشد:
سبلا : ابله المشهورة، 
وبين الشام : علم ابن رشيد ويقصد بالشام 
شمال نجد وجمتها : عرب ابن حميد.

## مقتله في معركة المليداء
في سنة 1308هـ كانت وقعة المليداء المشهورة بين أهل القصيم واهل حائل، وانتهت المعركة بهزيمة أهل القصيم ومقتل الأمير زامل السليم.
وقد كان الاتفاق بين زامل السليم وحسن بن مهنا أبا الخيل  أمير بريدة بدأ سنة 1306هـ بعد طول بقاء وقد حاول محمد بن عبد الله بن علي الرشيد أبطاله، بمراسلته لزامل، ولكن محاولاته باءت بالفشل ولقد استطاع زامل أن يستقل بأمارة عنيزة ومقاطعاتها، وذلك أن ولايته على الإمارة صارت في وقت ضعف فيه آل سعود، ولم يمتد فيه نفوذ آل رشيد، فاستقل بغمارة البلاد حتى قتل في معركة المليداء.